# ワット・チェーディールワン
ワット・チェーディールワン（ワット・チェーディー・ルアン、Wat Chedi Luang、タイ語: วัดเจดีย์หลวงวรวิหาร）は、タイの北部、チエンマイの歴史的な旧市街の中心部にある仏教寺院である。現在の寺院の敷地は、もともとワット・チェーディールワン、ワット・ホータム (Wat Ho Tham) 、ワット・スックミン (Wat Sukmin) の3寺院で構成されていた。

## 歴史
寺院は、王セーンムアンマーがそこに父の遺灰を埋葬することを意図した14世紀（1391年）に建設が始まった。10年の建築期間の後、未完成のまま放置され、その後、建設は彼の寡婦により王の死後に続けられた。完成はおそらく安定性の問題のために王ティローカラートの統治する15世紀中頃（1441年）までかかった。当時の仏塔（チェーディー）は高さ82m、基壇の直径54mであり、その時代、ラーンナー全体において最大の建造物であった。1468年、東側の仏龕にエメラルド仏が安置された。1545年には地震後、構造物の上部30mが崩壊し、その後まもなく1551年にエメラルド仏はルアンパバーンに移された。
1990年代初頭、仏塔は、国際連合教育科学文化機関（ユネスコ、UNESCO）および日本政府より資金提供を受けて再建された。しかしながらその結果として、新しく構成された部分がラーンナー様式ではなくタイ中部様式であるといわれるなど、多少賛否が分かれている。1995年には仏塔の600周年およびチエンマイ700周年を記念し、黒いヒスイで作られたエメラルド仏の複製が、再建された東の仏龕に安置された。その像は正式にはプラ・プット・チャルーム・シリラット (Phra Phut Chaloem Sirirat) と名付けられているが、一般にはプラ・ヨーク (Phra Yok) として知られる。

## 構成

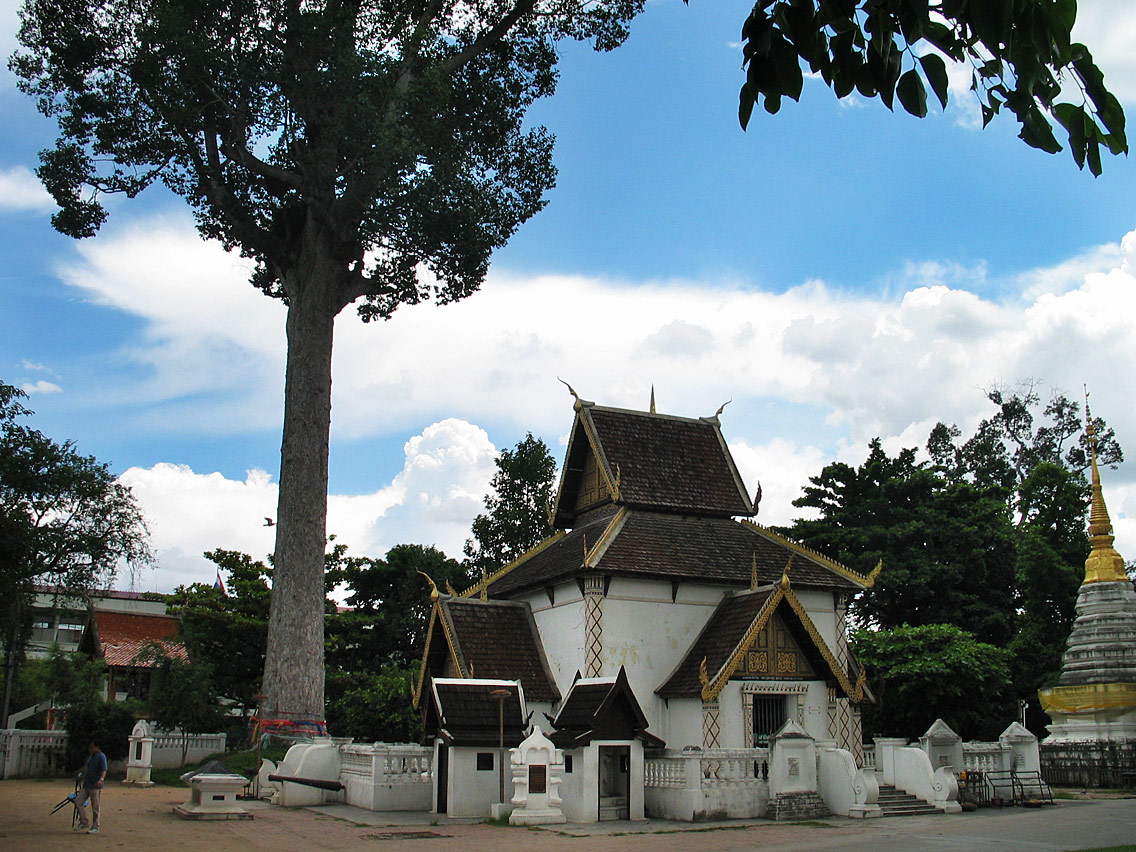
市の柱の祠堂

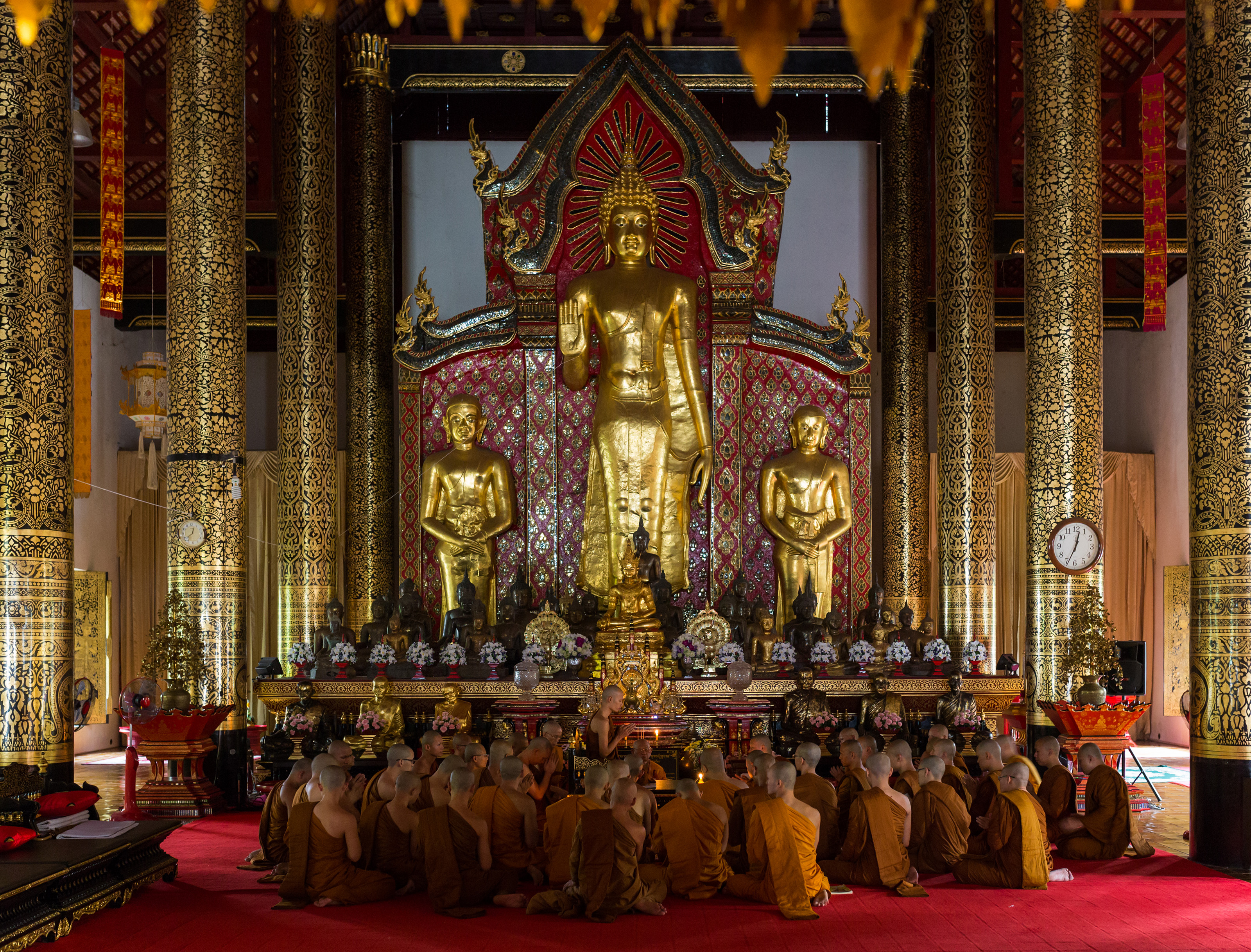
礼拝堂内の仏立像

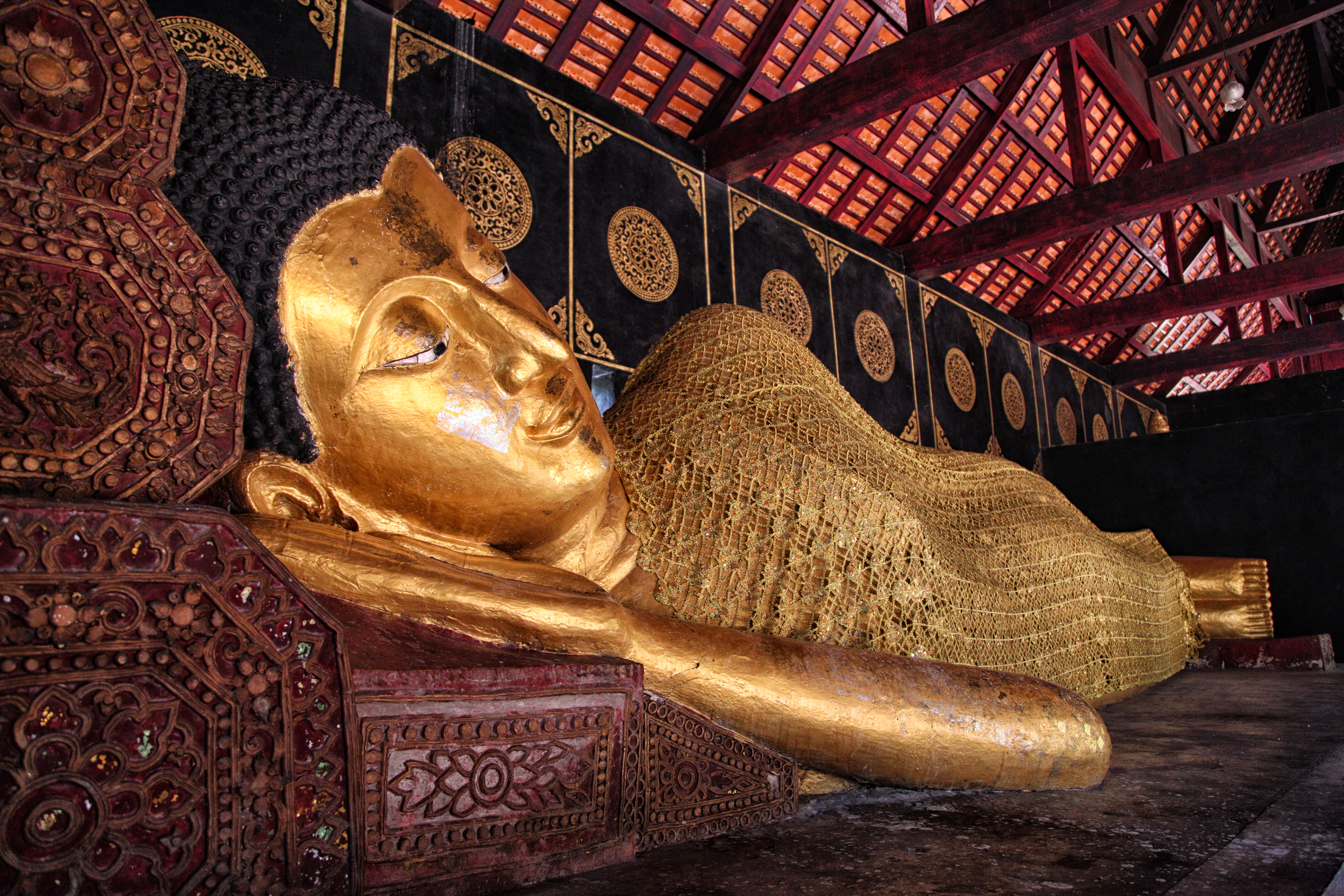
涅槃仏

寺院の敷地にはまた、サオインタキン (Sao Inthakin) という名のチエンマイの市の柱（ラックムアン、Lak Mueang）がある。それは当初ワット・サドゥムアンに位置していたが、1800年に王カーウィラによりこの場所に移された。王はまた町を守る市の柱を支えるものとして、そこに3本のフタバガキの木を植えた。その市の柱の祝祭が毎年5月に開催され6-8日間続く。
寺院の入口近くには、14世紀後半に鋳造されたプラチャオ・アッタロット（Phra Chao Attarot、「18キュビットの仏像」〈英: Eighteen-cubit Buddha〉）と呼ばれる仏立像がある。仏塔の反対側には、もう1体の涅槃仏を収める別館がある。
ワット・チェーディールワンは「モンクチャット」（英: monk chat）を毎日主催している。観光客は僧侶（通常見習い僧）と話し、仏教ないしタイについて何でも尋ねることができる。